# Coupe du monde de saut d'obstacles
La coupe du monde de saut d'obstacles (ou Longines FEI World Cup, du nom de son sponsor actuel) est un circuit indoor qui se dispute tous les ans depuis l'automne 1978. Un circuit de sélection pour la finale est organisé par la Fédération équestre internationale à travers différentes ligues : Europe de l’Ouest, Europe centrale, États-Unis Côte-Est, États-Unis Côte-Ouest, Amérique du Sud, etc.

## Histoire

Logo du temps de la Rolex FEI World Cup (1998-2013).

Imaginée par Max Amman, un journaliste suisse, la Volvo World Cup (du nom de son sponsor de l'époque), se déroule la première saison en neuf étapes indoors au sein d'une ligue Européenne et sept au sein d'une ligue Nord-Américaine.
La compétition s'est petit à petit étendue aux autres continents, pour un total de 17 ligues en 2014.

## Palmarès
- 1979 :  Hugo Simon et Gladstone

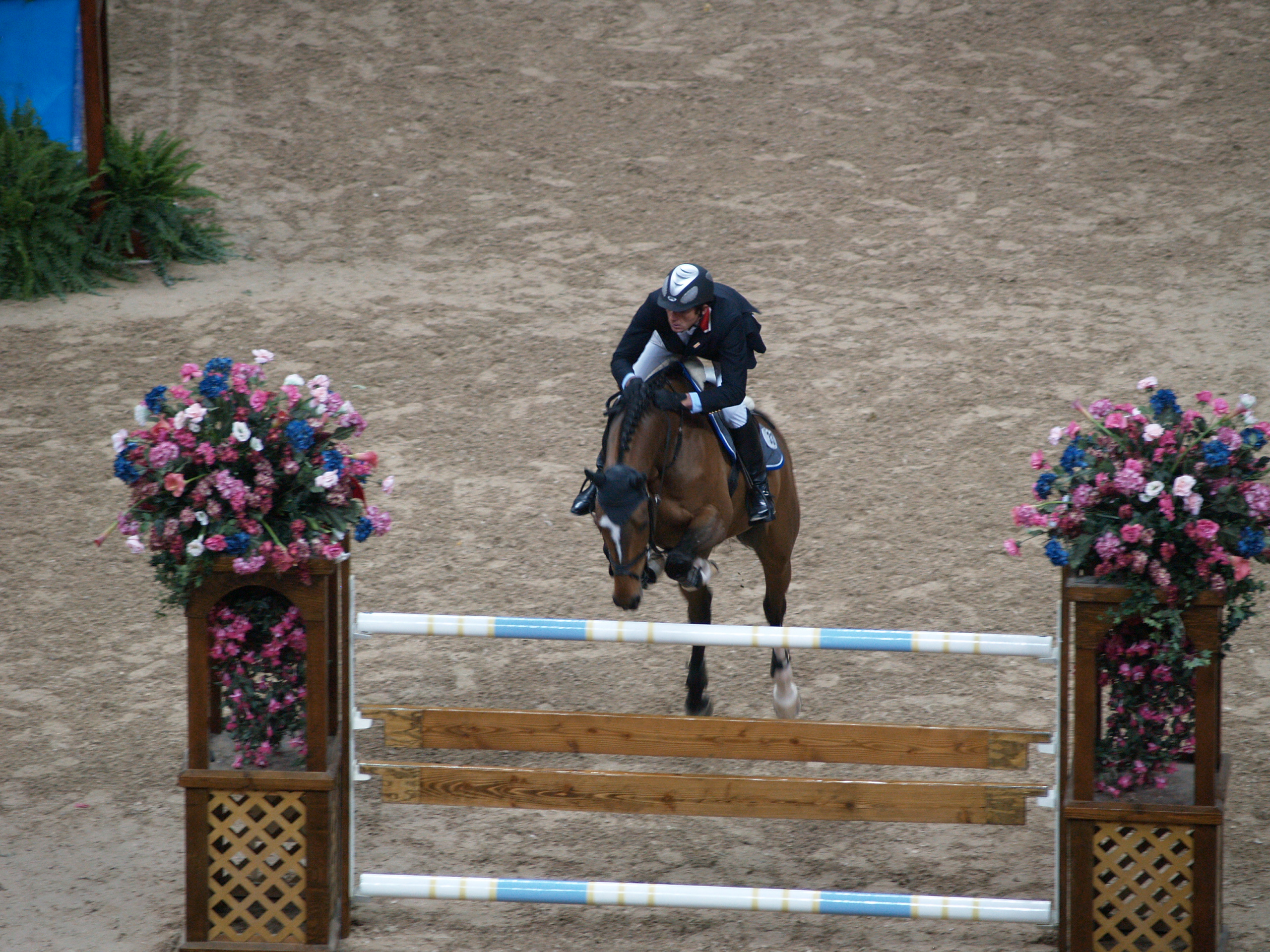
Le suisse Beat Mändli durant la finale qu'il a remporté en 2007 à Las Vegas.

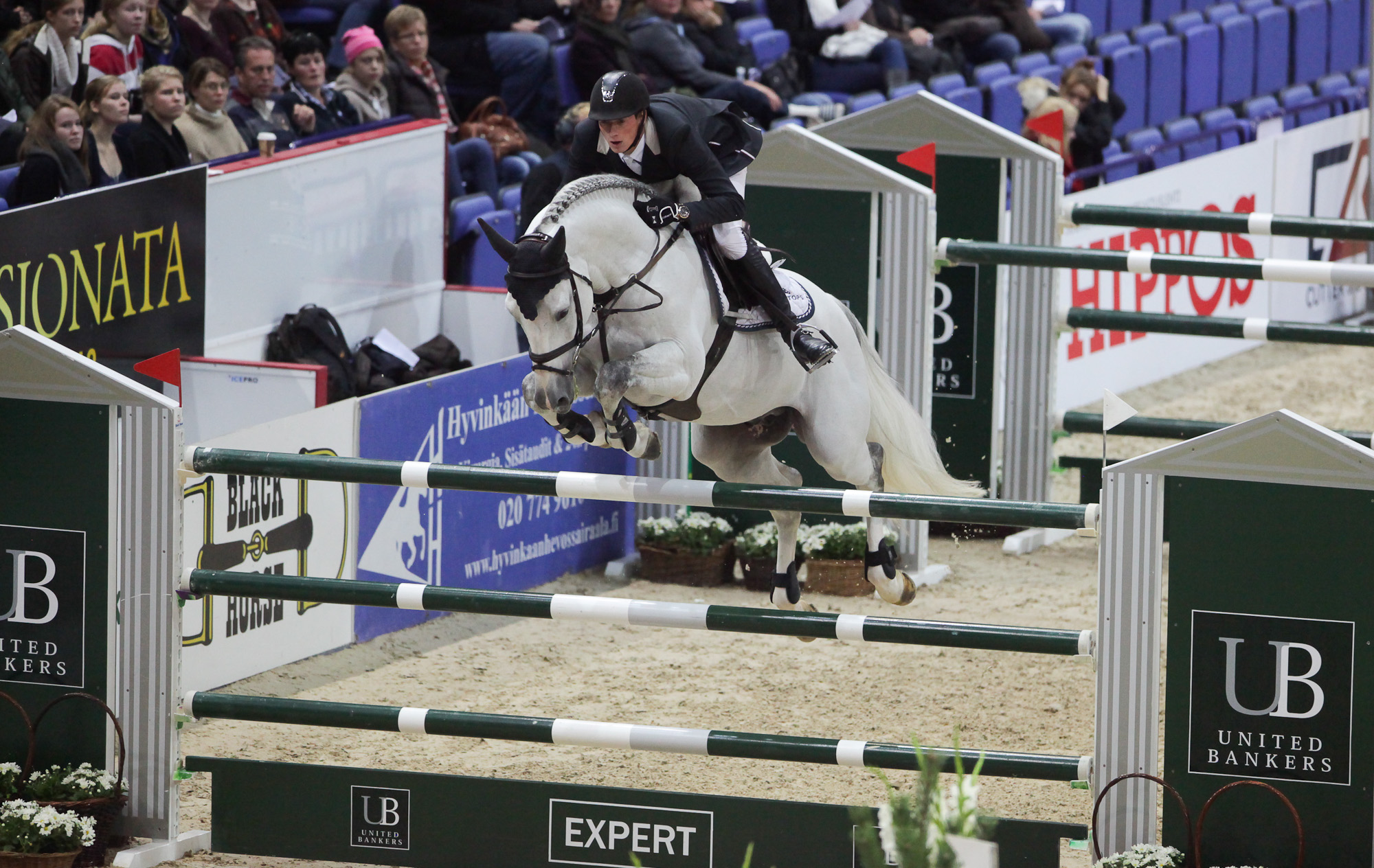
Daniel Deußer, vainqueur en 2014, durant l'étape de la coupe du monde à Helsinki en 2011.

- 1980 :  Conrad Homfeld et Balbuco
- 1981 :  Michael Matz et Jet Run
- 1982 :  Melanie Smith et Calypso
- 1983 :  Norman Dello Joio et I Love You
- 1984 :  Mario Deslauriers et Aramis
- 1985 :  Conrad Homfeld et Abdullah
- 1986 :  Leslie Burr Lenehan et McLain
- 1987 :  Katharine Burdsall et The Natural
- 1988 :  Ian Millar et Big Ben
- 1989 :  Ian Millar et Big Ben
- 1990 :  John Whitaker et Milton
- 1991 :  John Whitaker et Milton
- 1992 :  Thomas Frühmann et Genius
- 1993 :  Ludger Beerbaum et Ratina Z
- 1994 :  Jos Lansink et Libero H
- 1995 :  Nick Skelton et Dollar Girl
- 1996 :  Hugo Simon et E.T. FRH
- 1997 :  Hugo Simon et E.T. FRH
- 1998 :  Rodrigo Pessoa et Baloubet du Rouet
- 1999 :  Rodrigo Pessoa et Baloubet du Rouet
- 2000 :  Rodrigo Pessoa et Baloubet du Rouet
- 2001 :  Markus Fuchs et Tinka’s Boy
- 2002 :  Otto Becker et Dobbel Cento
- 2003 :  Marcus Ehning et Anka 191
- 2004 :  Bruno Broucqsault et Dilème de Cèphe
- 2005 :  Meredith Michaels-Beerbaum et Shutterfly
- 2006 :  Marcus Ehning et Sandro Boy
- 2007 :  Beat Mändli et Ideo du Thot[4].
- 2008 :  Meredith Michaels-Beerbaum et Shutterfly[5]
- 2009 :  Meredith Michaels-Beerbaum et Shutterfly
- 2010 :  Marcus Ehning et Plot Blue
- 2011 :  Christian Ahlmann et Taloubet Z
- 2012 :  Rich Fellers et Flexible[6]
- 2013 :  Beezie Madden et Simon[7]
- 2014 :  Daniel Deusser et Cornet d'Amour[8]
- 2015 :  Steve Guerdat et Albführen's Paille
- 2016 :  Steve Guerdat et Corbinian[9]
- 2017 :  McLain Ward et HH Azur[10]
- 2018 :  Beezie Madden et Breitling LS[11]
- 2019 :  Steve Guerdat et Alamo
- 2020 : Finale annulée (pour cause de pandémie de Covid-19)[12]
- 2021 : Finale annulée (pour cause de virus de rhinopneumonie – Herpèsvirose équine de type 1 / "EHV-1")[13]
- 2022 :  Martin Fuchs et Chaplin
- 2023 :  Henrik von Eckermann et King Edward[14]